# Apanteles tiracolae
Apanteles tiracolae är en stekelart som beskrevs av William Harris Ashmead 1896. Apanteles tiracolae ingår i släktet Apanteles och familjen bracksteklar. Inga underarter finns listade i Catalogue of Life.